# Edmund Husserl
Edmund Husserl (alemany: Edmund Gustav Albrecht Husserl)  (Prostějov, 8 d'abril de 1859 - Friburg de Brisgòvia, 27 d'abril de 1938) va ser un filòsof alemany d'origen jueu.
Fou alumne de Franz Brentano i Carl Stumpf a Halle, i el 1901 fou professor a Göttingen i Friburg de Brisgòvia, i cap de l'escola fenomenològica. La seva evolució intel·lectual, marcada successivament per l'influx de Plató, René Descartes i Immanuel Kant, descriu una mena d'arc que va del pol objectiu al pol subjectiu de la consciència. La seva primera obra es caracteritza pel descobriment i la descripció del contingut ideal del coneixement: les essències de les coses. En obres posteriors, introduí la problemàtica crítica de l'epokhé i transformà així el realisme aparent de la primera època en una mena d'idealisme transcendental que cerca en la consciència —una consciència transcendental a l'estil de Kant i, per tant, intersubjectiva— el fonament absolut del món d'objectes que s'hi constitueix. Endemés, el 1887, es convertí al cristianisme luterà i abandonà el judaisme.
En les darreres obres aborda temes nous: la veritat prejudicial, la temporalitat de la consciència, la mundanitat de l'ésser humà, etc., que semblen preparar el futur pensament de Martin Heidegger. Considerat com a fundador de la fenomenologia, Husserl no concep el fenomen sinó com la realitat mateixa, tal com és donada a l'ésser humà immediatament en el coneixement. La primera etapa de la fenomenologia és dominada, doncs, per l'admiració, gairebé platònica, per la presència de les coses en la consciència. Hom subratlla alhora la intencionalitat del coneixement: la consciència no és mai solipsista, és consciència d'alguna cosa i tendeix sempre vers un objecte, i així la correlació consciència-cosa domina el pensament de Husserl. Resta només a determinar si la cosa és en si mateixa o és per la consciència. En decidir-se per la segona alternativa, Husserl transforma definitivament la primitiva fenomenologia de les essències en una fenomenologia transcendental, posant l'èmfasi en la reducció transcendental; però, en lloc d'instal·lar-se definitivament en un dels dos pols de la relació subjecte-objecte, se situa al bell mig de l'arc transcendental que els enllaça, i des d'allí analitza i descriu les estructures essencials de l'un i de l'altre. Aquesta situació és inestable i el pensament de Husserl dona proves d'aquesta inestabilitat. Ell pensa, però, que és la situació peculiar del filòsof. Aquest pensament va influir posteriorment en Edith Stein (St. Teresa Benedicta de la Creu), Eugen Fink, Martin Heidegger, Jean-Paul Sartre, Maurice Merleau-Ponty i Max Scheler, el seu principal deixeble.

## Vida i carrera

### Joventut i educació
Husserl va néixer el 1859 a Proßnitz al Margraviat de Moràvia a l'Imperi Austríac (avui Prostějov a la República Txeca). Va néixer a una família jueva, el segon de quatre fills. El seu pare era modista. La seva infància la va passar a Prostějov, on va anar a l'escola primària secular. Després Husserl va viatjar a Viena per estudiar al Realgymnasium allà, seguit pel Staatsgymnasium a Olmütz.
A la Universitat de Leipzig del 1876 al 1878, Husserl va estudiar matemàtiques, física i astronomia. A Leipzig, es va inspirar en les conferències de filosofia impartides per Wilhelm Wundt, un dels fundadors de la psicologia moderna. Després es va traslladar a la Universitat Frederick William de Berlín (l'actual Universitat Humboldt de Berlín) el 1878 on va continuar els seus estudis de matemàtiques amb Leopold Kronecker i el famós Karl Weierstrass. A Berlín va trobar un mentor en Tomáš Garrigue Masaryk, aleshores antic estudiant de filosofia de Franz Brentano i més tard primer president de Txecoslovàquia. Allà Husserl també va assistir a les conferències de filosofia de Friedrich Paulsen. El 1881 va marxar a la Universitat de Viena per completar els seus estudis de matemàtiques sota la supervisió de Leo Königsberger (un antic alumne de Weierstrass). A Viena el 1883 va obtenir el seu doctorat amb l'obra Beiträge zur Variationsrechnung (Contribucions al càlcul de les variacions).
Evidentment, com a resultat que es va familiaritzar amb el Nou Testament durant els seus primers vint anys, Husserl va demanar ser batejat a l'Església luterana el 1886. El pare de Husserl, Adolf, havia mort el 1884. Herbert Spiegelberg escriu: «Tot i que la pràctica religiosa externa no va entrar mai a la seva vida com no ho va fer la de la majoria dels estudiosos acadèmics de l'època, la seva ment va romandre oberta per al fenomen religiós com per a qualsevol altra experiència genuïna». De vegades Husserl va veure el seu objectiu com un de renovació moral. Encara que un ferm defensor d'una autonomia radical i racional en totes les coses, Husserl també podria parlar «de la seva vocació i fins i tot de la seva missió sota la voluntat de Déu de trobar nous camins per a la filosofia i la ciència», observa Spiegelberg.
Després del seu doctorat en matemàtiques, Husserl va tornar a Berlín per treballar com a ajudant de Karl Weierstrass. Tanmateix, Husserl ja havia sentit el desig de dedicar-se a la filosofia. Aleshores el professor Weierstrass es va posar molt malalt. Husserl es va quedar lliure per tornar a Viena on, després de complir un breu servei militar, va dedicar la seva atenció a la filosofia. El 1884 a la Universitat de Viena va assistir a les conferències de Franz Brentano sobre filosofia i psicologia filosòfica. Brentano el va introduir als escrits de Bernard Bolzano, Hermann Lotze, J. Stuart Mill i David Hume. Husserl va quedar tan impressionat per Brentano que va decidir dedicar la seva vida a la filosofia; de fet, Franz Brentano és sovint acreditat com la seva influència més important, per exemple, pel que fa a la intencionalitat. Després d'un consell acadèmic, dos anys més tard, el 1886, Husserl va seguir Carl Stumpf, un antic estudiant de Brentano, a la Universitat de Halle, buscant obtenir la seva habilitació que el qualificaria per ensenyar a nivell universitari. Allà, sota la supervisió de Stumpf, va escriure Über den Begriff der Zahl ('Sobre el concepte del nombre') l'any 1887, que servirà més tard de base per a la seva primera obra important, Philosophie der Arithmetik (1891).
El 1887 Husserl es va casar amb Malvine Steinschneider, una unió que duraria més de cinquanta anys. El 1892 va néixer la seva filla Elizabeth, el 1893 el seu fill Gerhart i el 1894 el seu fill Wolfgang. Elizabeth es casaria el 1922, i Gerhart el 1923; Wolfgang, però, es va convertir en una víctima de la Primera Guerra Mundial. Gerhart esdevindria un filòsof del dret, contribuint a la matèria de dret comparat, ensenyant als Estats Units i després de la guerra a Àustria.

### Professor de filosofia

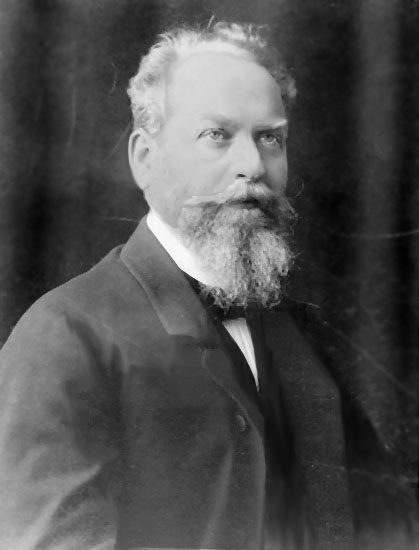
Edmund Husserl c. 1900

Després del seu matrimoni, Husserl va començar la seva llarga carrera docent en filosofia. Va començar el 1887 com a Privatdozent a la Universitat de Halle. El 1891 va publicar la seva Philosophie der Arithmetik. Psychologische und logische Untersuchungen que, a partir dels seus estudis previs en matemàtiques i filosofia, va proposar un context psicològic com a base de les matemàtiques. Va cridar l'atenció negativa de Gottlob Frege, que va criticar el seu psicologisme.
El 1901 Husserl amb la seva família es va traslladar a la Universitat de Göttingen, on va ensenyar com a professor extraordinari. Just abans d'això, es va publicar una obra seva, Logische Untersuchungen (Halle, 1900–1901). El primer volum conté reflexions experimentades sobre la lògica pura en què refuta acuradament el psicologisme. Aquest treball va ser ben rebut i va esdevenir objecte d'un seminari impartit per Wilhelm Dilthey; Husserl el 1905 va viatjar a Berlín per visitar Dilthey. Dos anys més tard a Itàlia va fer una visita a Franz Brentano, el seu vell professor inspirador i a Constantin Carathéodory, el matemàtic. Kant i Descartes també influïen ara en el seu pensament. El 1910 esdevingué coeditor de la revista Logos. Durant aquest període Husserl havia pronunciat conferències sobre la consciència del temps interna, que diverses dècades més tard el seu antic alumne Heidegger va editar per a la seva publicació.
L'any 1912 a Friburg, Husserl i la seva escola van fundar la revista Jahrbuch für Philosophie und Phänomenologische Forschung ('Anuari de Filosofia i Recerca Fenomenològica'), que va publicar articles del seu moviment fenomenològic des de 1913 fins a 1930. La seva important obra Ideen es va publicar en el seu primer número (Vol. 1, Número 1, 1913). Abans de començar Ideen, el pensament de Husserl havia arribat a l'estadi en què cada subjecte es 'presenta' a si mateix, i tots els altres són 'presentats' (Vergegenwärtigung), no com a parts de la natura sinó com a consciència pura. Ideen va avançar la seva transició cap a una interpretació transcendental de la fenomenologia, una visió posteriorment criticada per, entre d'altres, Jean-Paul Sartre. A Ideen Paul Ricœur veu el desenvolupament del pensament de Husserl com des del cogito psicològic al cogito transcendental. A mesura que la fenomenologia evoluciona encara més, condueix (quan es veu des d'un altre punt de vista del 'laberint' de Husserl) a la subjectivitat transcendental. També a Ideen Husserl elabora explícitament les reduccions fenomenològiques i eidètiques. Ivan Ilín i Karl Jaspers van visitar Husserl a Göttingen.
L'octubre de 1914 els seus dos fills van ser enviats a lluitar al front occidental de la Primera Guerra Mundial, i l'any següent un d'ells, Wolfgang Husserl, va resultar greument ferit. El 8 de març de 1916, al camp de batalla de Verdun, Wolfgang va morir en acció. L'any següent, el seu altre fill Gerhart Husserl va ser ferit a la guerra però va sobreviure. La seva pròpia mare Júlia va morir. El novembre de 1917 un dels seus estudiants destacats i més tard un destacat professor de filosofia per dret propi, Adolf Reinach, va morir a la guerra mentre servia a Flandes.
Husserl s'havia traslladat el 1916 a la Universitat de Friburg de Brisgòvia on va continuar portant a terme el seu treball en filosofia, ara com a professor titular. Edith Stein va ser la seva assistent personal durant els seus primers anys a Friburg, seguida més tard per Martin Heidegger de 1920 a 1923. El matemàtic Hermann Weyl va començar a correspondre amb ell el 1918. Husserl va donar quatre conferències sobre mètode fenomenològic al University College de Londres el 1922. La Universitat de Berlín el 1923 el va demanar que es traslladés allà, però va declinar l'oferta. El 1926 Heidegger li va dedicar el seu llibre Sein und Zeit ('L'Ésser i el Temps') en agraït respecte i amistat. Husserl va romandre en la seva càtedra a Friburg fins que va demanar la jubilació, donant la seva última classe el 25 de juliol de 1928. El 8 d'abril de 1929 se li va presentar un Festschrift per celebrar el seu setanta aniversari.
Malgrat la jubilació, Husserl va donar diverses conferències notables. La primera, a París el 1929, va donar lloc a Méditations cartésiennes (París 1931). Husserl repassa aquí l'epoché fenomenològica (o reducció fenomenològica), presentada anteriorment al seu cabdal Ideen (1913), en termes d'una reducció addicional de l'experiència al que ell anomena esfera del propi jo. Des d'aquest àmbit, que Husserl promulga per mostrar la impossibilitat del solipsisme, el jo transcendental es troba sempre ja emparellat amb el cos viscut d'un altre jo, una altra mónada. Aquesta interconnexió a priori dels cossos, donada en la percepció, és la que fonamenta la interconnexió de les consciències coneguda com a intersubjectivitat transcendental, que Husserl descriuria extensament en volums d'escrits inèdits. Hi ha hagut un debat sobre si la descripció de Husserl del propi jo i el seu moviment cap a la intersubjectivitat és suficient o no per rebutjar l'acusació de solipsisme, a la qual Descartes, per exemple, estava subjecte. Un argument en contra de la descripció de Husserl funciona d'aquesta manera: en comptes de que l'infinit i la Deïtat sigui la porta d'entrada de l'ego a l'Altre, com en Descartes, l'ego de Husserl a les Meditacions cartesianes mateix esdevé transcendent. Continua, però, sol (sense connexió). Només la comprensió de l'ego per analogia de l'Altre (per exemple, per reciprocitat conjectural) permet la possibilitat d'una intersubjectivitat objectiva i, per tant, de comunitat.
El 1933 es van promulgar les lleis racials del nou Partit Nacional Socialista dels Treballadors Alemanys. El 6 d'abril se li va prohibir a Husserl utilitzar la biblioteca de la Universitat de Friburg o qualsevol altra biblioteca acadèmica; la setmana següent, després d'un clam públic, va ser reintegrat. No obstant això, el seu col·lega Heidegger va ser elegit rector de la universitat entre el 21 i el 22 d'abril i es va unir al Partit Nazi. En canvi, el juliol Husserl va renunciar a la Deutsche Akademie.

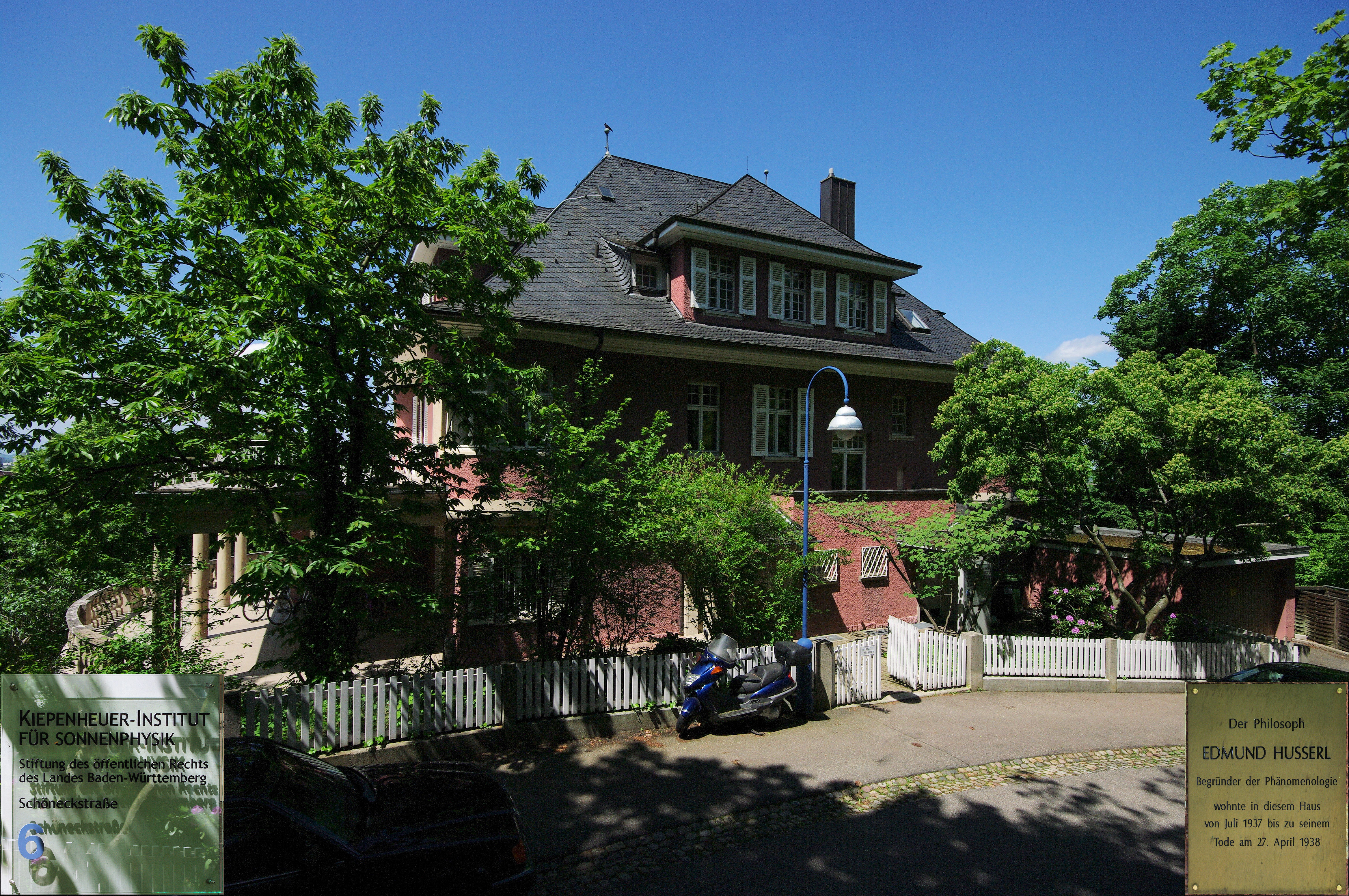
L’Institut Kiepenheuer de Física Solar a Friburg, casa de Husserl 1937–1938

Més tard, Husserl va donar conferències a Praga el 1935 i a Viena el 1936, la qual cosa va donar lloc a una obra d'estil molt diferent que, tot i que innovadora, no és menys problemàtica: Die Krisis (Belgrad 1936). Husserl descriu aquí la crisi cultural que s'apodera d'Europa, després s'acosta a una filosofia de la història, discutint Galileu, Descartes, uns quants filòsofs britànics i Kant. L'apolític Husserl abans havia evitat específicament aquestes discussions històriques, preferint clarament anar directament a una investigació de la consciència. Merleau-Ponty i altres qüestionen si Husserl no soscava aquí la seva pròpia posició, ja que Husserl havia atacat en principi l'historicisme, alhora que dissenyava específicament la seva fenomenologia perquè fos prou rigorosa per transcendir els límits de la història. Al contrari, Husserl pot estar indicant aquí que les tradicions històriques són només trets donats a la intuïció de l'ego pur, com qualsevol altres. Segueix una secció més llarga sobre el món de la vida [ Lebenswelt ], un món no observat per la lògica objectiva de la ciència, sinó un món vist a través de l'experiència subjectiva. No obstant això, sorgeix un problema similar al que s'ocupa de la història anterior, un problema de gallina i ou. El món de la vida contextualitza i compromet així la mirada de l'ego pur, o el mètode fenomenològic, tanmateix, eleva l'ego transcendent? Aquests últims escrits presentaven els fruits de la seva vida professional. Des de la seva jubilació universitària, Husserl havia treballat a un ritme tremend, produint diverses obres importants.
Després de patir una caiguda a la tardor de 1937, el filòsof va emmalaltir de pleuritis. Edmund Husserl va morir a Friburg el 27 d'abril de 1938, tot just complierts els 79 anys. La seva dona Malvine el va sobreviure. Eugen Fink, el seu ajudant d'investigació, va pronunciar el seu elogi. Gerhard Ritter va ser l'únic professor de Friburg que va anar al funeral, com a protesta antinazi.

### Heidegger i l'època nazi
Es rumorejava que a Husserl se li va negar l'ús de la biblioteca de Friburg com a conseqüència de la legislació antijueva d'abril de 1933. Tanmateix, entre altres problemes, Husserl no va poder publicar les seves obres a l'Alemanya nazi [vegeu la nota a peu de pàgina de Die Krisis (1936)]. També es rumorejava que el seu antic alumne Martin Heidegger va informar a Husserl que havia estat donat d'alta, però en realitat era l'anterior rector. Aparentment, Husserl i Heidegger s'havien separat durant la dècada del 1920, cosa que es va fer més evident després de 1928, quan Husserl es va jubilar i Heidegger el va succeir a la seva càtedra universitària. L'estiu de 1929 Husserl havia estudiat acuradament escrits de Heidegger, arribant a la conclusió que en diverses de les seves posicions clau eren diferents: per exemple, Heidegger va substituir Dasein ['Ser-hi'] per l'ego pur, transformant així la fenomenologia en antropologia, un tipus de psicologisme fortament desdibuixat per Husserl. Aquestes observacions de Heidegger, juntament amb una crítica de Max Scheler, es van posar en una conferència que Husserl va donar a diverses societats Kant a Frankfurt, Berlín i Halle durant 1931 titulada Phänomenologie und Anthropologie.
A l'edició de 1941 en temps de Guerra de l'obra principal de Heidegger, Sein und Zeit, publicada per primera vegada el 1927), es va eliminar la dedicatòria original a Husserl. Això no es va deure a una negació de la relació entre els dos filòsofs, però, sinó que va ser el resultat d'una censura suggerida per l'editor de Heidegger, que temia que el llibre pogués ser prohibit pel règim nazi. La dedicatòria encara es pot trobar en una nota a peu de pàgina de la pàgina 38, agraint a Husserl la seva orientació i generositat. Husserl havia mort tres anys abans. En les edicions de postGuerra de Sein und Zeit es restaura la dedicatòria a Husserl. La relació filosòfica complexa, problemàtica i trencada entre Husserl i Heidegger ha estat àmpliament discutida.

El 4 de maig de 1933, el professor Edmund Husserl va abordar el recent canvi de règim a Alemanya i les seves conseqüències:
| « | Només el futur jutjarà quina era la veritable Alemanya el 1933 i qui eren els veritables alemanys: els que subscriuen els prejudicis racials més o menys materialistes i mítics de l'època, o els alemanys purs de cor i de ment, hereus dels grans alemanys del passat la tradició dels quals veneren i perpetuen. | » |

Després de la seva mort, els manuscrits de Husserl, que sumen aproximadament 40.000 pàgines d'estenogràfica Gabelsberger i la seva biblioteca de recerca completa, van ser introduïts de contraban el 1939 a la Universitat Catòlica de Lovaina a Bèlgica pel sacerdot franciscà Herman Van Breda. Allà van ser dipositats a Lovaina per formar els Arxius Husserl de l’Institut Superior de Filosofia. Gran part del material dels seus manuscrits de recerca s'ha publicat des de llavors a la sèrie d'edició crítica Husserliana.

## Obres
- Über den Begriff der Zahl. Psychologische Analysen (1887).
- Philosophie der Arithmetik. Psychologische und logische Unters.uchungen (1891).
- Logische Untersuchungen (Investigacions lògiques, 1900-01)
- Philosophie als strenge Wissenschaft (1911).
- Ideen zu einer reinen Phänomenologie und phänomenologische Philosophie (Idees relatives a una fenomenologia pura i a una filosofia fenomenològica, 1913).
- Formale und transzendentale Logik (Lògica formal i transcendental, 1929).
- Méditations cartésiennes (1931).
- Die Krisis der europäischen Wissenschaften und die transzendentale Phänomenologie (La crisi de les ciències europees i la fenomenologia transcendental, 1937).
- Erfahrung und Urteil (Experiència i judici, 1939).